# Carl Friedrich Wilhelm Salomoni
Carl Friedrich Wilhelm Salomoni, född cirka 1752, död 28 december 1812, var en svensk violinist.
Salomonis ungdomsår är okända, men han bodde sannolikt i Göteborg 1767 tillsammans med sin syster, sångerskan Lovisa Augusti, som då uppträdde där tillsammans med Antoine Uriot. De har därefter sannolikt flyttat tillsammans till Kristianstad för att sedan följas åt till Stockholm i början på 1770-talet. Han anställdes i Hovkapellet 1778, men spelade förmodligen med i teaterorkestern från dess bildande 1772, där han blev kvar till 1807 då han sades upp vid Gustav IV Adolfs stängning av Kungliga Operan. 
Salomoni uppträdde även med pantaleon som biinstrument.